# Bükkábrány
Bükkábrány là một thị trấn thuộc hạt Borsod-Abaúj-Zemplén, Hungary. Thị trấn này có diện tích 18,03 km², dân số năm 2010 là 1598 người, mật độ 89 người/km².